# 分离耳蕨
分离耳蕨（学名：Polystichum discretum），为鳞毛蕨科耳蕨属下的一个植物种。